# Audronė Kaukienė
Audronė Kaukienė-Jakulienė (* 26. Juni 1941 in Kaunas, Litauische SSR; † 3. Oktober 2017) war eine litauische Sprachwissenschaftlerin und Professorin der Universität Klaipėda.

## Leben
Nach dem Abitur absolvierte Kaukienė 1963 das Diplomstudium an der Universität Vilnius und promovierte 1969 zum Thema Lietuvių ir kitų baltų kalbų sangrąžinių veiksmažodžių istorija; 1991 habilitierte sie zum Thema Lietuvių kalbos šakninių a-kamienių veiksmažodžių istorija. Von 1965 bis 1966 lehrte sie an der Vilniaus Universitetas, von 1969 bis 1991 am Šiaulių pedagoginis institutas und Lietuvos muzikos ir teatro akademija in Klaipėda. Ab 1991 lehrte sie an der Klaipėdos Universität, ab 1993 war sie dort Professorin. Von 1997 bis 1999 war sie auch Rektorin.

## Schriften
- Lietuvių kalbos veiksmažodžio istorija 1994, 2. 2002
- Klaipėdos krašto vakarų aukštaičių tarmė: Brolių Viliaus ir Makso Gaigalaičių raštų kalbos pagrindu, 1997
- Vakarų baltų kalbos ir kultūros reliktai, su kitais, 1996
- Prūsų kalbos tyrinėjimai, 2004
- Prūsų kalba, 2000, 2. 2002
- Vilius Gaigalaitis. Atsiminimai (parengė) 1998
- Po Mažosios Lietuvos dangumi, 2000